# ニコラス・スプリンガー
ニコラス・スプリンガー（Nicholas Springer、1985年 – 2021年）は、アメリカ合衆国のウィルチェアーラグビー選手。国内選手権大会で優勝7回、2010年と2014年の世界選手権で金メダルを獲得した。2008年にカナダカップ優勝、ノースアメリカンカップ準優勝。パラリンピックウィルチェアーラグビー競技には2大会連続で出場し、2008年北京大会で金メダル、2012年ロンドン大会で銀メダルを獲得した。ウィルチェアーラグビーのほか、アイススレッジホッケーの経験も14年間超ある。